# Le Rire de l'ogre
Le Rire de l'ogre est un roman de Pierre Péju paru le 22 août 2005 aux éditions Gallimard et ayant reçu la même année le prix du roman Fnac.

## Éditions
- Éditions Gallimard, coll. « Blanche » 2005  (ISBN 978-2070775446).
- Éditions Gallimard, coll. « Folio » no 4478, 2007  (ISBN 978-2070342525).